# Elena Lucena
Elena Lucena em Uma noite qualquer (1951).
María Elena Lucena (Buenos Aires, 25 de setembro de 1914 – Buenos Aires, 7 de outubro de 2015) foi  uma atriz, bailarina e cantora argentina.
Iniciou a sua carreira na rádio como cancionista na década de 1930 e atingiu o sucesso através da caracterização da sua personagem Chimbela, que mais tarde foi representado em cinema, teatro e televisão. A sua vasta carreira cinematográfica inclui aproximadamente cinquenta filmes, entre as quais destacam-se Elvira Fernández, vendedora de loja (1942), Cinco beijos (1946) e A Loira Mireya (1948), pela qual foi distinta como a Melhor Atriz Cómica de 1948. Durante os anos de 1940, participou em filmes protagonizados por cómicos como Pepe Arias, Pepe Iglesias «O Zorro», Niní Gambier, Mirtha Legrand e Carlos Estrada.
Excursionou como bailarina e a partir da década de 1960, representou personagens frívolos e esnobismos pelos que foi comparada com Zsa Zsa Gabor. Em teatro substituiu a Libertad Lamarque em Hello, Dolly! e personificou a viúva de Larraín de Valenzuela na comédia musical chilena A pérgola das flores. Manteve uma velhice activa e realizou as suas últimas actuações no ciclo televisivo 099 Central (2002) e no filme Dois irmãos (2010), a partir da qual se retirou. Esteve casada com o ator Julio Bianquet.

## Biografia

### Infância e começos profissionais
Nasceu no bairro portenho de Boedo em 1914 como a filha de José Lucena e Amelia Arcuri. Durante a sua juventude, trabalhou com a sua família numa sestaria e viveu um breve tempo em Villa Lugano até que realizou uma prova radial e recebeu o seu primeiro contrato.Em rádio recorda-se-lhe quando na década de 1930 junto a Branca do Prado e Félix Mutarelli animavam as personagens de A culpa a tem o futebol, episódios cómicos da novela radial de costumes populares com libretos de Manuel Meaños.
Apesar da oposição da sua mãe —a quem depois convenceu—, iniciou a sua carreira em 1937 como cancionista de tango em Rádio Nacional como integrante de um grupo atoral e pouco depois, como membro do conjunto Estampas portenhas. Numa entrevista posterior, Lucena recordou um episódio em 1941 com a atriz Eva Duarte, posteriormente primeira dama da Argentina, no que ela ansiava o horário central da emissora e o empresário Jaime Yankelevich lho cedeu a Lucena. Também foi incluída nos elencos do Teatro Palmolive e Rádio Cinema Lux.
Posteriormente, foi convocada para a Rádio Belgrano para interpretar personagens de «dama trágica» com um salário de 60 pesos. Durante um dos ensaios, o director Arsenio Mármol percebeu o seu sentido do humor e a seleccionou para interpretar a Chimbela, personagem cujo nome ele mesmo elegeu. Lucena estreia com esta personagem, ao que o próprio Mármol definiu como «alegre e brilhante», em diversas rádios e foi levado ao cinema, teatro e televisão durante os anos posteriores com relevante aceitação. Uma das suas mais importantes apresentações ocorreu na audição Os cem bairros portenhos. Com a sua caracterização fez voltas iniciais de dois meses até que, alentada pelo próprio Mármol, encabeçou a sua própria companhia teatral, «Juventude», à qual se integraram os atores Adalberto Campos e Audón López.

### Começos cinematográficos
Depois de estrear em cinema com A que não perdoou (1938) de José Agustín Ferreyra, adquiriu o seu primeiro papel protagónico em Chimbela (1939), onde recreou a sua personagem com a participação de Antonio Botta no guião e novamente com a coordenação de Ferreyra. Estreou-se no cinema Monumental e revista Cinema Argentino titulou que «a personagem tinha absorvido o seu intérprete».
Anteriormente cumpriu papéis em filmes de princípios dos anos 1940 como O anjo de trapo para a empresa Atlas, Pássaros sem ninho, um drama com Roberto Escalada, e Napoleão (filme de 1941), uma comédia de Luis César Amadori com Haydée Larroca.
Destacou-se nos seus começos em Elvira Fernández, vendedora de loja (1942) de Manuel Romero, e em Quando meu coração pede (1942), onde interpretou uma personagem secundária. Durante a década de 1940 foi coprotagonista pelo geral de filmes estrelarizados por cómicos como Pepe Iglesias O Zorro ou Pepe Arias.
Depois de excursionar em Um novo amanhecer, participou em La Calle Corrientes (1943) baseada numa cena homónima do próprio director. Continuamente, seguiu actuando com a sua personagem de Chimbela na Rádio El Mundo, emissora que frequentou até a década de 1950. Em 1944, ano em que ocorreu o Terramoto de San Juan de 1944, apresentou no Teatro Presidente Alvear a obra Dois corações com a orquestra de Francisco Canaro e a atuação de Tita Merello.

### Consagração em cinema
Acompanhou a Mirtha Legrand em 1945 em Cinco beijos (onde interpretou uma cantora) auspiciada por Argentina Sono Filme e dirigida por Luis Saslavsky, o qual os meios gráficos qualificaram com um «tema e tom de farsa». Apesar do seu prestígio, a sua popularidade acrescentou-se desde o meio da década de 1940 quando foi parte de vários filmes como A loira Mireya, protagonizada por Estopim Ortiz e estreada tempo depois nos Estados Unidos com bastante aceitação. Lucena interpretou ai a Nelly acompanhada de um relevante elenco integrado por Fernando Lambas, Analía Gadé e Severo Fernández. Seu trabalho mereceu-lhe o prémio à Melhor Atriz Cómica de 1948 por parte da Associação de Cronistas Cinematográficos da Argentina.
Na sua extensa trajectória teatral trabalhou nos principais teatros portenhos e do interior do país como assim também no estrangeiro (Uruguai, Espanha e Brasil) com obras de autores clássicos e modernos, como ocorreu em Penélope já não tece (1946) com Tato Bores, Alugo noivo para minha irmã no Teatro Maipo, Quatro degraus abaixo em companhia de Juan José Míguez, ou Quando as mulheres dizem sim (1953) com música de Mariano Mores e direcção de Luis Bayón Herrera.

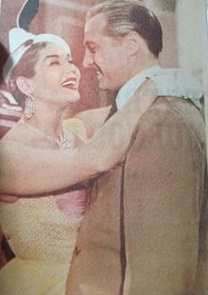
Elena Lucena com Roberto García Ramos.

Em 31 de agosto de 1958, estreou-se no cinema Ocean, El calavera, protagonizada por Enrique Serrano e qualificada por A Razão como de «ágeis enredos». Em 1961, co-protagonizou com Florén Delbene Boas noite, meu amor e um ano depois, cumpriu o papel de Lucy em Procurando a Mónica junto a Carmen Sevilla e Alberto de Mendoza. A trama, de carácter mais sóbrio, indicava que um homem se inteira que todo o povo fala da sua esposa, quem tem tido um turbulento passado, depois de padecer um acidente automobilístico e levar a consertar o seu veículo.

### Teatro e televisão
Depois de apresentar-se no México, Cuba, Venezuela e Espanha, em 1950 rodou Valentina para a empresa Lumiton. De seus outros trabalhos cinematográficos destaca-se Uma noite qualquer (1951), cujos libretos foram compartilhados por Julio Porter. Foi acompanhada por Pepe Arias, a quem tinha conhecido durante um espectáculo de revista. Ícone da comédia musical, Lucena foi contratada para integrar o elenco feminino de Estrelas de Buenos Aires (1956), apresentada no cinema Monumental e com libretos de Carlos A. Petit.
Interveio em numerosas comédias, como a peça teatral chilena A pérgola das flores (de Isidora Aguirre, 1964), no Teatro Caminito representando uma personificação da viúva de Larraín de Venezuela; Carnival (1962), no Teatro O Nacional; Juanita, a popular (1966), de Enrique Cadícamo; Quando as mulheres dizem sim, Quem me presta uma filha, Quanta milonga, Madame 13, Quando o gato não está, Uma viúva difícil, Venho pelo aviso e Vals. Também excursionou no género dramático em A murga (1963), de René Mugica com o ator Juan Carlos Altavista, e encabeçou O doente imaginário, de 1973 no Teatro Municipal Geral San Martín. Substituiu a Libertad Lamarque na comédia musical Hello Dolly!, dirigida por Daniel Tinayre em 1967, que teve um rotundo sucesso e contava com um importante elenco que incluía a Tincho Zabala, Mabel Manzotti e Raúl Rossi. Durante o terceiro mês da substituição, suscitou-se um problema já que Lamarque reintegrou-se à obra, mas a produção tinha-se comprometido com Lucena para que permanecesse mais tempo, motivo pelo qual pediu que lha indemnize. Apesar disso, Lucena recordou aquela substituição como uma «experiência singular».
Das suas últimas atuações cinematográficas, destacou-se a sua participação em Jovem, viúva e estancieira, a princípios dos anos 1970 e com o acompanhamento de Lolita Torres. Os seus trabalhos nestas épocas foram mais frívolos, como em O galleguito da cara suja. Seu cabelo platinado e seus penteiados extravagantes, que inclusive mantém até a actualidade, foram motivo para que lha relacionasse artisticamente com a atriz húngaro-estadounidense Zsa Zsa Gabor.
Depois de cumprir um papel em A casa do amor (1973), foi convocada para excursionar no ciclo de TV Pele laranja, onde personificou a Angélica, com Alberto Migrei no guião e transmitida pelo Canal 13. No entanto as suas próximas atuações em Milionários à força (1979), de Enrique Dawi, e Uma viúva descocada (do binómio Sarli-Bó, 1980) foram mais breves respectivamente. Cinco anos depois, em 1985, foi solicitada por Juan David Elicetche para interpretar a Tona em Duro como a rocha...frágil como o cristal, ciclo de 60 minutos de duração, no entanto, no mesmo ano deveu ser internada por problemas de saúde, dos quais se recuperou.
Em 1993, representou no Teatro Presidente Alvear Minas fiéis de grande coração, da cantora de tango Susana Rinaldi, enquanto no meio televisivo trabalhou com Marta Reguera e Diana Álvarez; em teatro foi dirigida por China Zorrilla em A pulga na orelha, com Soledad Silveyra e Carlos Calvo. Ao longo da sua vida, tem recebido uma grande quantidade de honras e reconhecimentos, entre eles o prémio Podesta, uma honra à trajectória radial do Conselho Profissional de Rádio de Argentores, o prémio Raízes e inclusive, um diploma de honra outorgada pelo Honorável Senado da Nação Argentina.

### Vida posterior e últimos trabalhos
Em 1997 rodou o seu penúltimo filme, Lua de outubro, de Henrique De Freitas Lima, que foi filmado no Brasil com o nome de Lua de Outubro e chegou recém a este país em 2001, caracterizada pelo seu bom libreto adaptado. No mesmo ano integrou o elenco de Hoje Ensaio Hoje ao lado de importantes figuras como Osvaldo Miranda, Beatriz Taibo, Irma Córdoba e Tincho Zabala sobre a direcção de Rodolfo Graziano quem já tinha estreado uma versão com Lucena em 1983 com um elenco dispar. Em 1998, fez uma das suas últimas intervenções teatrais com O conventillo da Pomba, onde interpretou os tangos «Menino bem» e «Garufa». Foi homenageada no Festival de Cinema de Mar do Prata em 2001 e foi agraciada pelos Argentores dentro do ciclo Cinema Argentino de Humor, de 2002. Paralelamente, retornou à atuação, contando com 88 anos, com um breve papel como a mãe de Emilio Disi no policial de Pol-ka 099 Central, encabeçado por Facundo Arana e Nancy Dupláa.
Em 2004, em seu nonagésimo aniversário, foi homenageada pela Obra Social de Atores (URSA) e recebeu a visita de artistas como Enrique Pinti enquanto Argentores lhe entregou um prémio pela sua carreira artística. Candidata ao prémio Trinidad Guevara e ganhadora do María Guerreiro, em 2006 recebeu o prémio Cóndor de Prata à Trajectória em companhia de Jacques Arndt. Naquele ano foi designada também Cidadã ilustre da Cidade de Buenos Aires no Salão Presidente Juan Domingo Perón da Legislatura portenha.
Durante 2009, conduziu junto com Ana María Cores Gente de teatro, um programa radial emitido por FM Palermo, onde se dialogou com diversos convidados e Lucena interpretou a Chimbela novamente.
Também com 95 anos, filmou Dois irmãos, onde compôs duas personagens: à mãe e à tia de Antonio Gasalla e Graciela Borges (já que são modelizas na trama), que se estreou em 1 de abril de 2010, se convertendo assim numa das atrizes mais longevas em participar de um filme junto com Lydia Lamaison, quem estreou em 2008 seu último filme titulado Mentiras piedosas. Depois da filmagem do seu último filme, recebeu uma homenagem organizada pelo Museu do Cinema portenho no Colégio Público de Advogados, de Capital Federal e em setembro outorgou-se-lhe uma placa à trajectória durante a celebração dos prémios Hugo.
Aos 96 anos, foi nominada no rubro de Melhor Atriz de Partilha por Dois irmãos nos prémios Côndor de Prata; conquanto não recebeu o prémio, o público presente a ovacionou mal começada a cerimónia. Em novembro de 2011, Lucena, de 97 anos, recebeu a estatueta prémio Arcangel San Gabriel, entregados durante uma cerimónia levada a cabo no auditório Jorge Luis Borges da Biblioteca Nacional. Em 2012, Lucena foi reconhecida junto a outros 70 artistas maiores de oitenta anos por SAGAI no Teatro Tabarís.

### Vida pessoal
Durante a sua juventude, esteve casada com o ator Julio Bianquet (1907-1966), quem abandonou-a em 1934, sete meses após que nascesse a filha de ambos: Hebe; foi cunhada de Carlos Bianquet (1908-1979), esposo a sua vez da atriz Alicia Rojas. Seu neto, Juan Francisco, é violonista da banda «Duende», apadrinhada por Piero De Benedictis. Lucena considerava-se seguidora do guru indiano Paramahansa Yogananda conquanto era cristã católica. Afastada da actividade pela sua avançada idade, residia no bairro de Colegiales.

## Valoração e influência
Lucena foi considerada uma das atrizes mais prestigiosas e legendarias do cinema argentino, sendo uma das poucas pertencentes à «época de ouro» da cinematografía que ainda vivem. O diário Clarín definiu-a como uma «candidata natural» e a revista Cinema Argentino publicou que Chimbela é «uma personagem que absorveu a seu intérprete». Considerada um ícono da comédia musical, participou durante 2009 numa emissão do ciclo Pinti e o cinema, justamente para comentar a sua experiência naquele género.
O escritor Pablo Gorlero, numa das suas obras literárias, referiu-se à atriz como uma das mais importantes da radiofonia argentina. Por sua vez, o redactor Abel Posadas publicou que, ao igual que outras atrizes secundárias como Amalia Bernabé ou María Esther Gamas, não foi tida em sua justa medida pela indústria cinematográfica respectivamente. O autor Gustavo Cabrera considerou que Lucena possuía importantes condições atorais e tipo cómica.

## Falecimento
A reconhecida atriz e cantora Elena Lucena faleceu na quarta-feira 7 de outubro de 2015 aos 101 anos por uma descompensação conforme a sua avançada idade. Seus restos foram velados numa casa velatória do bairro de Palermo, e posteriormente sepultados no Panteão da Associação Argentina de Atores do Cemitério da Chacarita.

## Filmografia na Argentina
- Dos hermanos (2010)
- Luna de octubre (1997)
- Una viuda descocada (1980)
- Frutilla (1980)
- Millonarios a la fuerza (1979)
- La casa del amor (1973)
- Joven, viuda y estanciera (1970)
- La casa de Madame Lulú (1968)
- El galleguito de la cara sucia (1966)
- La murga (1963)
- Buscando a Mónica (1962)
- Buenas noches, mi amor (inconclusa - 1961)
- Estrellas de Buenos Aires (1956)
- El calavera (1954)
- Una noche cualquiera (1951)
- Valentina (1950)
- Una noche en el Ta Ba Rin (1949)
- La rubia Mireya (1948)
- Cinco besos (1945)
- La calle Corrientes (1943)
- Un nuevo amanecer (1942)
- Ven...mi corazón te llama (1942)
- Elvira Fernández, vendedora de tienda (1942)
- Napoleón (1941)
- Pájaros sin nido (1940)
- El ángel de trapo (1940)
- Chimbela (1939)
- La que no perdonó (1938)